# Élections législatives de 2019 aux Îles Vierges britanniques
Les élections législatives de 2019 aux Îles Vierges britanniques ont lieu le 25 février 2019 afin d'élire 13 des 15 députés de l'Assemblée des îles Vierges britanniques, un territoire britannique d'outre-mer
Le scrutin donne lieu à une alternance. Le Parti des îles Vierges (VIP) remporte huit des treize sièges à pourvoir, tandis que le Parti démocratique national (NDP), au pouvoir, n'en décroche que trois, contre sept auparavant. Le nouveau dirigeant du NDP, Myron Walwyn, échoue par ailleurs à obtenir un siège dans sa circonscription.
Andrew Fahie (VIP) remplace Orlando Smith au poste de Premier ministre.

## Mode de scrutin
L'Assemblée est composée d'un maximum de quinze membres, dont treize élus pour quatre ans au suffrage universel direct et deux membres dits ex officio. Neuf des membres élus le sont au scrutin uninominal majoritaire à un tour dans autant de circonscription électorale tandis que les quatre membres restants sont élus au scrutin majoritaire plurinominal dans une circonscription couvrant l'ensemble du territoire. Enfin, le procureur général ainsi que le Président de l'assemblée, s'ils ne sont pas déjà députés, sont membres de droit.
Chaque électeur est doté d'une voix pour un candidat de sa circonscription ainsi que de quatre autres à répartir à des candidats de la circonscription territoriale unique, à raison d'une voix par candidat. Dans les deux cas, le ou les candidats ayant reçu le plus de voix sont élus à hauteur du nombre de sièges à pourvoir

## Résultats
Chaque électeur étant doté d'une voix dans sa circonscription ainsi que de quatre autres à répartir sur les candidats de la circonscription territoriale unique, le total des voix dans cette dernière est largement supérieur au nombre de votants.
|                           |                                         |                           |                    |                    |                    |                    |                    |                    |       |               |  |  |  |  |
| Partis                    | Partis                                  | Partis                    | Districts          | Districts          | Districts          | Territoire         | Territoire         | Territoire         | Total | +/-           |  |  |  |  |
| Partis                    | Partis                                  | Partis                    | Voix               | %                  | Sièges             | Voix               | %                  | Sièges             | Total | +/-           |  |  |  |  |
|                           | Parti des îles Vierges                  | VIP                       | 4 855              | 50,29              | 4                  | 17 441             | 45,60              | 4                  | 8     | 6             |  |  |  |  |
|                           | Parti démocratique national             | NDP                       | 2 701              | 27,98              | 3                  | 10 798             | 28,23              | 0                  | 3     | 8             |  |  |  |  |
|                           | Mouvement progressiste des iles Vierges | PVIM                      | 1 188              | 12,31              | 1                  | 7 126              | 18,63              | 0                  | 1     | 1             |  |  |  |  |
|                           | Progressistes unis                      | PU                        | 571                | 5,91               | 1                  | 1 279              | 3,34               | 0                  | 1     | 1             |  |  |  |  |
|                           | Indépendants                            | Ind                       | 338                | 3,50               | 0                  | 1 607              | 4,20               | 0                  | 0     | en stagnation |  |  |  |  |
|                           | Membres ex officio                      | Membres ex officio        | Membres ex officio | Membres ex officio | Membres ex officio | Membres ex officio | Membres ex officio | Membres ex officio | 2     | en stagnation |  |  |  |  |
|                           |                                         |                           |                    |                    |                    |                    |                    |                    |       |               |  |  |  |  |
| Suffrages exprimés        | Suffrages exprimés                      | Suffrages exprimés        | 9 653              | 99,31              |                    | 38 251             | 98,38              |                    |       |               |  |  |  |  |
| Votes blancs et invalides | Votes blancs et invalides               | Votes blancs et invalides | 67                 | 0,69               | 629                | 1,62               |                    |                    |       |               |  |  |  |  |
| Total                     | Total                                   | Total                     | 9 720              | 100                | 9                  | 38 880             | 100                | 4                  | 15    | en stagnation |  |  |  |  |
| Abstentions               | Abstentions                             | Abstentions               | 5 318              | 35,36              |                    |                    |                    |                    |       |               |  |  |  |  |
| Inscrits / participation  | Inscrits / participation                | Inscrits / participation  | 15 038             | 64,64              |                    |                    |                    |                    |       |               |  |  |  |  |